# Голубовка (Гомельская область)
Голубовка (бел. Галубоўка) — деревня в Новоиолченском сельсовете Брагинского района Гомельской области Беларуси.

## География

### Расположение
В 41 км на юго-восток от Брагина, 1 км от железнодорожной станции Иолча (на линии Овруч — Полтава), 160 км от Гомеля.

## Транспортная система
Автомобильная дорога Комарин — Брагин.
Планировка состоит из 2 улиц меридиональной ориентации, почти параллельных между собой, на севере пересекаются железной дорогой. Застройка деревянными домами усадебного типа.

## История
Основана в начале XX века переселенцами из соседних деревень. В 1932 году организован колхоз. В составе совхоза «Красное» (центр — деревня Красное).

## Население

### Численность
- 2004 год — 52 хозяйства, 84 жителя.

### Динамика
- 1959 год — 305 жителей (согласно переписи).
- 2004 год — 52 хозяйства, 84 жителя.